# Letselschade
Letselschade of letsel is de lichamelijke en geestelijke materiële en immateriële schade die een mens kan ondervinden als hij of zij bij een ongeval betrokken is. Het kan daarbij gaan om een verkeersongeval, een bedrijfsongeval, een ongeval tijdens het sporten of tijdens het klussen in of rondom het huis of om de gevolgen van een medische fout. Ook in het geval van mishandeling kan sprake zijn van letselschade.

## Verenigde Staten
In de Verenigde Staten zijn hoge schadeclaims mogelijk. Een roemruchte zaak is die van de 79-jarige vrouw Stella Liebeck die in 1994 $640.000 schadevergoeding kreeg van McDonald's, omdat de door hen geserveerde koffie zo heet was (180–190 °Fahrenheit oftewel 82–88 °Celsius), dat toen zij die per ongeluk over zichzelf heen liet vallen 16% van haar lichaam verbrandde (6% daarvan waren derdegraads brandwonden), zij een week in het ziekenhuis huidtransplantaties moest ondergaan en nog twee jaar medische verzorging krijgen voor tienduizenden dollars. Veel feiten rondom het incident zijn door de wereldwijde media vaak weggelaten of verdraaid en de daaropvolgende rechtszaak werd onterecht neergezet als een voorbeeld van een 'uit de hand gelopen rechtsstelsel', waarmee Liebeck het onderwerp van blaming-the-victim werd. Er werd gesuggereerd dat ze een belachelijk hoge schadevergoeding had gekregen (er werd vaak alleen melding gemaakt van de oorspronkelijke eis van $2,7 miljoen en niet het veel lagere uiteindelijke bedrag) voor iets waar McDonald's niets aan had kunnen doen.